# Siyabuswa
Siyabuswa es un pueblo en la zona rural de la provincia sudafricana de Mpumalanga (región antiguamente llamada Transvaal central).
Durante el período de las políticas de "desarrollo separado" del apartheid, Siyabuswa fue la capital del bantustán de KwaNdebele desde 1981 hasta 1986 (cuando KwaMhlanga la reemplazó). La mayoría de sus habitantes (población en 1996: 29.811) son miembros de la etnia Ndebele.
Suyabuswa se encuentra a unos 20 kilómetros al sureste del aeropuerto de Marble Hall (código IATA: FAMI). 